# Euploea mazarina
Euploea mazarina är en fjärilsart som beskrevs av Hans Fruhstorfer 1904. Euploea mazarina ingår i släktet Euploea och familjen praktfjärilar. Inga underarter finns listade i Catalogue of Life.